# Campo de concentración de Taehung
El campo de concentración de Taehŭng (en chosŏn'gŭl, 대흥수용소; romanización revisada, Daeheung Suyongso; McCune-Reischauer, Taehŭng Suyongso) es un campo de prisioneros de Corea del Norte para disidentes políticos y aquellos que han cometido delitos económicos. Se encuentra en el distrito de Kŏmdŏk (chigu) de Tanch'ŏn-si, provincia de Hamgyong del Sur en el este de Corea del Norte. Se ha informado de que varios ciudadanos norcoreanos que han viajado a eventos deportivos en el extranjero, a su regreso, han sido encarcelados por hablar sobre sus experiencias en otros países, especialmente en Corea del Sur.